# Городок (Путятинский район)
Городок — поселок в Путятинском районе Рязанской области. Входит в Песочинское сельское поселение

## География
Находится в северо-восточной части Рязанской области на расстоянии приблизительно 20 км на запад по прямой от районного центра села Путятино.

## История
Поселок был отмечен на карте 1971 года как поселение с населением приблизительно 10 человек.

## Население
Численность населения: 2 человека в 2002 году (русские 100 %), 0 в 2010.